# هیروتو کاموتو
هیروتو کاموتو (انگلیسی: Hiroto Kōmoto؛ ژاپنی: 甲本 ヒロト زادهٔ ۱۷ مارس ۱۹۶۳ میلادی) یک موسیقی‌دان و خوانندهٔ راک اهل ژاپن است.
نام او به حروف چینی کانجی، 甲本 浩人, است اما در هنگام نگارش رسمی نامش از هجانمای کاتاکانا استفاده می‌شود.